# Filippa Giordano
Filippa Giordano (Palermo, Olaszország, 1974. február 14. –) a pályáját Európában kezdő, a 2000-es évek vége óta Mexikóban élő olasz operaénekesnő, aki az operák mellett előszeretettel ad elő popzenei és a crossover műfajhoz sorolható műveket is. Bel canto-szerű énekstílusára kifejezetten jellemzőek a szoprán hangterjedelem felső regiszterében alkalmazott, olykor egészen váratlanul felbukkanó, de a kényes hangfekvés ellenére is kristálytiszta díszítések.

## Élete
Filippa a szicíliai Palermóban született, többgenerációs zenészcsalád legfiatalabb tagjaként. Szülei nyomdokait követve az opera világában nőtt fel, de hamar rajongani kezdett a popzene világa iránt is. Énektanulmányait édesanyja mellett kezdte meg, és kezdettől igyekezett elsajátítani az operaénekléshez és a popénekléshez szükséges technikákat; mindemellett fiatal korában balettozott is. 2008-ban egy mexikói üzletemberrel kötött házasságot; 2010 óta mexikói állampolgár.

## Zenei pályája

### Az első évek

#### "Passioni" – "Filippa Giordano"
1998 szeptemberében jelentette meg első albumát “Passioni” [Szenvedélyek] címmel, melynek kiadását a két legnagyobb olasz popzenei producer, Celso Valli (Andrea Bocelli, Eros Ramazzotti, Laura Pausini és mások menedzsere), illetve Marco Sabiu (a Take That, Tanita Tikaram, stb. kiadója) segítette.
1999 februárjában második helyezést ért el a Sanremói Dalfesztiválon, s az ottani sikerének köszönhetően az év folyamán több jelentős televíziós eseményre is meghívást kapott. 1999 augusztusában elkészítette a “Passioni” album nemzetközi verzióját is, amely “Filippa Giordano” címmel jelent meg, a Warner Classic U.K. kiadásában. A lemezzel az év folyamán kiemelkedő sikereket ért el – a klasszikus zenei listák élére került többek között Japánban és Ausztráliában is, meghívott vendége volt a brit klasszikus zenei díjak átadási ceremóniájának, a londoni Royal Albert Hallban, és fellépett több jelentős televíziós show-műsorban is, az Egyesült Királyságban, az Amerikai Egyesült Államokban, Japánban és Németországban.
Sikerei 2000-ben is folytatódtak, egyebek közt Károly walesi herceg koncertmeghívásának tett eleget, néhány hónappal később pedig Michael Bloomberg, New York főpolgármestere adott díszvacsorát a tiszteletére. 2000 októberében Németországban ő nyerte el az az évi Echo-díjat, „zene határok nélkül” kategóriában. 2001 januárjában ismét Londonba kapott meghívást, ezúttal Mohammed al-Fayedtől, a Harrods áruházlánc új székhelyének megnyitójára, olyan előadókkal együtt, mint Cher, Sophia Loren, Raquel Welch vagy Christina Aguilera. 2001 nyarán a ravennai fesztivál keretében adott koncertet, ősszel pedig két film zenéjének felvételénél is közreműködött, többek között Andrea Bocelli, illetve Mick Hucknell (Simply Red) társaságában.

#### "Il Rosso Amore"
2002-ben készítette el második albumát, “Il Rosso Amore” címmel, ennek producere Robin Smith volt, aki korábban többek között Tina Turnerrel, Cherrel és Lionel Richievel dolgozott együtt. Az album klasszikus szopránáriák, népszerű dalok és új szerzemények igazán stílusos egyvelege lett; az új szerzemények között szerepeltek dalok Ennio Morricone, Robin Smith, Lucio Quarantotto, Francesco Sartori és mások művei közül. A lemez zárószámával, az “Amarti Si” című Alessandro Napoletano–Lucio Quarantotto-szerzeménnyel ismét fellépett a Sanremói Dalfesztiválon, immár a hírességek kategóriájában. Abban a videóklipben pedig, ami ugyanezen szám angol nyelvű változatához, a ”Heaven Knows” című dalhoz készült – és amit Tim Rice rendezett –, Filippa találkozik Giorgio Armanival, aki nem mellékesen az énekesnő új megjelenésének megálmodója volt. Az év folyamán több nemzetközi divatmagazinban is fotók jelentek meg róla, a “Marie Claire” címlapján pedig úgy szerepelt, mint az olasz divat új bálványa.
2002 májusában duettet énekelt az ABBA együttes egykori tagjainak egyikével, Fridával, aki a korábbi hosszú kihagyás után már nagyon vágyott rá, hogy újra színpadon szerepelhessen. Ugyanabban a hónapban találkozott Athénban Vangelisszel is, akivel az ismert nápolyi  dal, a ‘Torna a Surriento’ egy különleges feldolgozását adták elő. Japánban tett turnéján egy újszerű show-műsort adott, amelyben a milánói Scala táncosai is a partnerei voltak, és amelynek előadásaira mindössze egy hét alatt minden jegy elkelt; hazatérése után a palermói polgármester megajándékozta őt a város jelképes kulcsaival.
2002 karácsonyán közreműködhetett a jelentős presztízzsel bíró vatikáni karácsonyi tv-showban – pályája során már másodszor, olyan előadók társaságában, mint Dionne Warwick, Tom Jones és Lionel Richie –, ez egyúttal a harmadik olyan fellépése volt, ahol a pápa előtt énekelhetett.

#### "PrimaDonna"
2004 februárjában meghívást kapott Guadalajarába, a város alapítási évfordulójának ünnepségére, a következő hónapban pedig Los Angelesbe költözött, hogy ott dolgozzon új, klasszikus zenei albumán, melynek néhány számát ó maga írta, illetve ezek társproducere is volt.
2005 októberében Filippa volt Ennio Morricone Japánban tett turnéjának sztárvendége, ebből az alkalomból többek között Japán miniszterelnökével is találkozott. A következő hónapban Japánban adta ki következő, PrimaDonna című albumát; a lemezről a “When I come back home” című szám (az énekesnő saját szerzeménye) második helyezést ért el a JWave Radio százas toplistáján, ahol egyedül Madonna "Hang Up" című slágere előzte meg.

### Amerikai sikerei

#### "PrimaDonna" – latin-amerikai kiadás
2006-ban Filippa Latin-Amerika legnagyobb és legjelentősebb koncerthelyszínein kapott fellépési lehetőséget, köztük a mexikóvárosi Auditorio Nacionalban (ottani, látványos koncertje, melyen nyolcezer néző vett részt, jelölést kapott a legjobb klasszikus zenei show címre), ami után több mexikói nagyvárosból is hasonló koncertekre kapott felkérést; ezek között olyan fesztivál is akadt, amelyen több mint 30 ezer ember előtt lépett fel. Szeptember 26-án egy Arnold Schwarzenegger kaliforniai kormányzó által szervezett női konferencia vendégeként tízezresre becsült létszámú hallgatóság előtt lépett fel, olyan celebritásokkal együtt, mint a dalai láma, Martha Stewart, Sarah Ferguson vagy Tyra Banks.
Ősszel a Sony/BMG kiadta a PrimaDonna album latin-amerikai verzióját Mexikóban és több más dél-amerikai országban is; az album – Filippa pályája során először – két spanyol nyelvű dalt is tartalmazott, a 'Me He Enamorado de Ti' (Woman in Love) és a 'Como He de Vivir Sin Tu Cariño' (How Am I Supposed to Live Without Your Love) című számokat. A lemez két producerének egyike maga Filippa volt, a felvételeket a kanadai Montréalban, illetve Rómában vették fel. A 2006-os év eseménye volt még az énekesnő számára a „Guadalupe” című filmhez készült filmzene felvétele is (a filmet Mexikóban és az Egyesült Államokban vetítették).
2007-ben többen között Mexikóban és Szingapúrban turnézott, miközben a PrimaDonna album egyre nagyobb fokú elismertséget ért el Mexikóban. Ennek hatására 2008-ban Filippa újból stúdióba vonult, hogy elkészítse következő, Capriccio című lemezét, melynek anyagát – pályája során most először – szinte kivétel nélkül spanyol nyelvű számokból állította össze. A siker nem maradt el: 2009 márciusában a lemez a mexikói toplisták csúcsára ért fel.

### Pályája mexikói énekesként
2008-ban Filippa Giordano házasságot kötött Brando Lomelí mexikói üzletemberrel, ami egy új szakasz kezdetét jelentette zenei pályáján is: repertoárjában ettől kezdve nagyobb hangsúlyt kapnak a mexikói életérzéshez és ízlésvilághoz közel álló zenék. Ennek első jelentős megnyilvánulása a következő albuma, amit 2009-ben, Mexikó függetlenné válásának 200. évfordulójára adott ki,With Love to Mexico címmel; a lemez, melynek producere a Grammy-díjas Guillermo Gil, a PrimaDonnához hasonló, kiemelkedő eladási mutatókkal büszkélkedhetett. Ugyanebben az évben nagy koncertet adott Guadalupe Pineda mexikói énekessel együtt, és meghívást kapott egy fellépésre a kolumbiai Bogotába is.
2010-ben a thaiföldi fővárosban, Bangkokban, illetve az Arizona állambeli Phoenixben koncertezett, illetve elkészítette a "With Love to Mexico" új DVD-kiadását; mindemellett résztvevője volt több nagy jelentőségű társadalmi eseménynek, mint például Cancúnban az Egyesült Nemzetek Szövetségének klímaváltozási témájú konferenciáján. 2011 nyarán újabb lemezt állított össze Alma Italiana, Pasión Latina címmel, operaáriák, olasz klasszikus dalok és mexikói szerzemények felhasználásával.

## Diszkográfia
- Filippa Giordano (2000)
- Il Rosso Amore (2002)
- Prima Donna (2005)

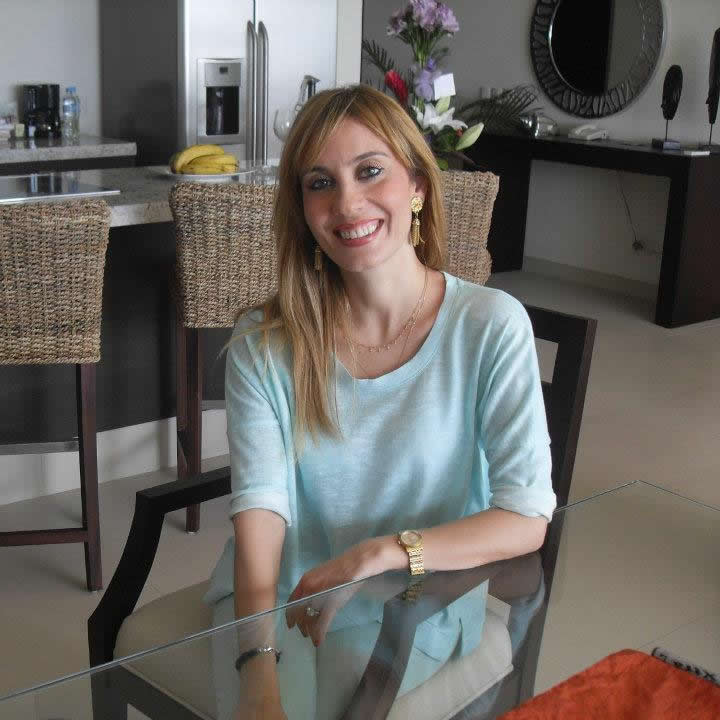
Filippa Giordano 2012-ben

- Prima Donna (latin-amerikai kiadás)(2006)
- Prima Donna Live (mexikói kiadás) (2007)
- The Ultimate Collection (CD+DVD)
- Capriccio (2008)
- Con Amor a México (2009)
- Con Amor a México Gold Edition (2010)
- Alma Italiana, Pasión Latina (2011)

## Fordítás
- Ez a szócikk részben vagy egészben  a   Filippa Giordano című angol Wikipédia-szócikk fordításán alapul.  Az eredeti cikk szerkesztőit annak laptörténete sorolja fel. Ez a jelzés csupán a megfogalmazás eredetét és a szerzői jogokat jelzi, nem szolgál a cikkben szereplő információk forrásmegjelöléseként.